# SpongeBob. Kanciastoporty magazyn
SpongeBob. Kanciastoporty magazyn – polski dwumiesięcznik oparty na kreskówce „SpongeBob Kanciastoporty”, skierowany do dzieci w wieku 6-9 lat; ukazuje się nieregularnie od 7 listopada 2014 roku.